# 达罗蒂库尔德
达罗蒂库尔德（Dharoti Khurd），是印度北方邦Ghaziabad县的一个城镇。总人口34015（2001年）。

## 人口
该地2001年总人口34015人，其中男性18445人，女性15570人；0—6岁人口5801人，其中男3145人，女2656人；识字率57.59%，其中男性为66.86%，女性为46.60%。